# إيرني جونز (لاعب كرة قدم أمريكية أمريكي)
إيرني جونز (بالإنجليزية: Ernie Jones) هو لاعب كرة قدم أمريكية أمريكي، ولد في 15 ديسمبر 1964 في إلخارت في الولايات المتحدة.

## وصلات خارجية
- إيرني جونز على موقع مرجع كرة القدم المحترفة.كوم (الإنجليزية)